# Chink Crossin
Francis Patrick Chink Crossin (Luzerne, Pensylvania, 4 de julio de 1924-Danville, Pensilvania, 10 de enero de 1981) fue un jugador de baloncesto estadounidense que disputó tres temporadas en la NBA. Con 1,90 metros de estatura, jugaba en la posición de base.

## Trayectoria deportiva

### Universidad
Jugó durante tres temporadas con los Quaker de la Universidad de Pensilvania, tras haber rechazado ofertas de más de 40 universidades, alguna tan prestigiosa como Georgetown, North Carolina o Seton College. Allí fue elegido capitán del equipo, Fue elegido en el mejor quinteto de la Ivy League en 1942, y All-American en 1944, antes de incorporarse a filas en la Armada de los Estados Unidos durante la Segunda Guerra Mundial, regresando en 1946 para establecer el récord de los Quakers de más puntos en una temporada, con 169. Llegó a acumular cinco récords de la universidad, todos ellos batidos con posterioridad.

### Profesional
Fue elegido en la sexta posición de la primera ronda del Draft de la BAA de 1947 por Philadelphia Warriors. En su primera temporada apenas contó con posibilidades de juego, siendo el jugador del equipo que peor porcentaje acumuló al finalizar la temporada, con 1,8 puntos y 0,5 asistencias por partido. Al año siguiente tuvo más peso en el equipo, siendo el máximo anotador de los Warriors en los playoffs, consiguiendo 15,5 puntos por encuentro. En la temporada 1949-50 de la recién creada NBA su rol no cambió, volviendo a tener una actuación mucho más destacada en los playoffs, siendo el segundo mejor anotador, con 13 puntos por noche.
Tras dejar la NBA, jugó en la CBA, una liga menor, siendo elegido en 1952 como MVP de la liga, defenciendo los colores de los Pottsville Packers, en un año que se proclamarían campeones.

#### Estadísticas

##### Temporada regular
| Temporada | Edad | Equipo                | Liga  | P   | TIT | MIN | TC  | TCA | %TC  | 3P | 3PA | %3P | TL  | TLA | %TL  | R.OF. | R.DEF. | REB | ASIS | ROB | TAP | PER | FP  | PTS |
| 1947-48   | 23   | Philadelphia Warriors | BAA   | 39  |     |     | 0.7 | 3.1 | .240 |    |     |     | 0.3 | 0.6 | .565 |       |        |     | 0.5  |     |     |     | 0.7 | 1.8 |
| 1948-49   | 24   | Philadelphia Warriors | BAA   | 44  |     |     | 1.7 | 4.8 | .349 |    |     |     | 0.6 | 1.0 | .619 |       |        |     | 1.3  |     |     |     | 1.2 | 4.0 |
| 1949-50   | 25   | Philadelphia Warriors | NBA   | 64  |     |     | 2.9 | 9.0 | .322 |    |     |     | 1.2 | 1.6 | .782 |       |        |     | 2.3  |     |     |     | 2.2 | 7.0 |
| Total     |      |                       | TOTAL | 147 |     |     | 2.0 | 6.2 | .318 |    |     |     | 0.8 | 1.1 | .711 |       |        |     | 1.5  |     |     |     | 1.5 | 4.7 |
|           |      |                       | BAA   | 83  |     |     | 1.2 | 4.0 | .309 |    |     |     | 0.5 | 0.8 | .600 |       |        |     | 0.9  |     |     |     | 1.0 | 3.0 |
|           |      |                       | NBA   | 64  |     |     | 2.9 | 9.0 | .322 |    |     |     | 1.2 | 1.6 | .782 |       |        |     | 2.3  |     |     |     | 2.2 | 7.0 |

##### Playoffs
| Temporada | Edad | Equipo                | Liga  | P  | MIN | TCA | TC  | 3PA | 3P | TLA | TL | R.OF. | REB | ASIS | ROB | TAP | PER | FP | PTS | %TC  | %3P | %FT  | MIN | PTS  | REB | AST |
| 1947-48   | 23   | Philadelphia Warriors | BAA   | 10 |     | 16  | 49  |     |    | 8   | 9  |       |     | 10   |     |     |     | 18 | 40  | .327 |     | .889 |     | 4.0  |     | 1.0 |
| 1948-49   | 24   | Philadelphia Warriors | BAA   | 2  |     | 13  | 31  |     |    | 5   | 7  |       |     | 3    |     |     |     | 3  | 31  | .419 |     | .714 |     | 15.5 |     | 1.5 |
| 1949-50   | 25   | Philadelphia Warriors | NBA   | 2  |     | 9   | 27  |     |    | 8   | 9  |       |     | 4    |     |     |     | 3  | 26  | .333 |     | .889 |     | 13.0 |     | 2.0 |
| Total     |      |                       | TOTAL | 14 |     | 38  | 107 |     |    | 21  | 25 |       |     | 17   |     |     |     | 24 | 97  | .355 |     | .840 |     | 6.9  |     | 1.2 |
|           |      |                       | BAA   | 12 |     | 29  | 80  |     |    | 13  | 16 |       |     | 13   |     |     |     | 21 | 71  | .363 |     | .813 |     | 5.9  |     | 1.1 |
|           |      |                       | NBA   | 2  |     | 9   | 27  |     |    | 8   | 9  |       |     | 4    |     |     |     | 3  | 26  | .333 |     | .889 |     | 13.0 |     | 2.0 |

## Vida posterior
Tras retirarse, sirvió como comisario de policía durante 17 años en su localidad natal, Luzerne, Pensylvania, viéndose envuelto en asuntos turbios durante su mandato. Falleció a los 66 años, en 1981.